# 이철우 (변호사)
이철우(李哲宇, 1989년 2월 17일 ~ )는 대한민국의 엔터테인먼트 전문 변호사이자 한국게임이용자협회의 회장이며, 문화법률사무소의 대표 변호사이다.

### 주요 경력
2024.05. ~ 문화법률사무소 대표 변호사
2024.01. ~ 한국게임이용자협회 회장
2022.09. ~ 2023.04. 영화진흥위원회 사내변호사 및 이해충돌방지담당관
2020.04. ~ 2022.05. 게임물관리위원회 법무담당관
2018.09. ~ 2020.04. 김용원 부산항법률사무소 변호사
대한변호사협회 엔터테인먼트 전문분야 등록 변호사
대한민국 법제처 우수 국민법제관
대한민국 문화체육관광부 자문위원
부산지방변호사회 게임법실무연구회 회장
게임물관리위원회 분과위원
한국인터넷진흥원 제도개선 워킹그룹
한국소비자원 소비자 소송지원 변호사
한국예술인복지재단 예술인 성희롱·성폭력 피해지원 자문위원
여성영화인모임 고문 변호사
부산광역시 선정대리인
부산대학교 인권센터 자문위원
부산광역시 전세사기피해자지원센터 상담변호사
커뮤니티 사이트 루리웹 고문 변호사

### 주요 활동
'P2E 게임' 등급분류취소처분취소소송 소송대리인
우마무스메 프리티 더비 소비자 단체소송 소송대리인
리니지2M 프로모션 뒷광고 소비자 단체소송 소송대리인
메이플스토리 '보보보' 사건 상고심 소송대리인
메이플스토리 확률 조작 사건 소비자 단체소송 소송대리인
루리웹 디도스 공격에 대한 고소 대리
시프트업 성추문 사건 피해자 상담 및 지원
검은사막 모바일 계정 정지 피해자 대리인
뮤 온라인, 라그나로크 온라인, 그랜드체이스 클래식, 군주 온라인 소비자 지원